# Hospicjum im. Ks. Eugeniusza Dutkiewicza SAC
Hospicjum im. ks. E. Dutkiewicza SAC (dawniej Hospicjum Pallottinum) – powstała w 1983 w Gdańsku, z inicjatywy ks. Eugeniusza Dutkiewicza, organizacja zajmująca się opieką paliatywną. Hospicjum prowadzone jest przez Fundację Hospicyjną.

## Historia
Hospicjum im. ks. E. Dutkiewicza SAC w Gdańsku (dawniej: Hospicjum Pallottinum) powstało w 1983 roku z inicjatywy Kościoła, środowiska służby zdrowia Akademii Medycznej oraz wolontariuszy. Ruchowi założycielskiemu przewodniczył ks. Eugeniusz Dutkiewicz, pallotyn, jeden z twórców idei hospicjów w Polsce. W 1987 roku, za ogromne zasługi na rzecz opieki hospicyjnej, ks. Dutkiewicz został powołany przez Episkopat Polski na Krajowego Duszpasterza Hospicjów.
Od momentu powstania, gdańskie hospicjum dynamicznie rozszerzało swoją działalność. W 1991 roku utworzony został Wojewódzki Ośrodek Opieki Paliatywnej i Hospicyjnej, który pomocą w zakresie medycyny paliatywnej otacza całe woj. pomorskie, jak również kieruje opieką hospicyjną w Gdańsku. Ksiądz Dutkiewicz rozpoczął budowę budynku dla hospicjum przy ul. Mikołaja Kopernika 6. Jego budowę ukończono w 2002 roku. We wrześniu 2002 roku, po śmierci ks. Dutkiewicza, dyrektorem hospicjum został ks. pallotyn Piotr Krakowiak, który jeszcze tego samego roku został mianowany na Krajowego Duszpasterza Hospicjów.
W 2003 roku powstał dom hospicyjny, mający za zadanie niesienie pomocy najbardziej potrzebującym pacjentom. W czerwcu tego samego roku, w hospicjum otworzono pierwszy na Pomorzu hospicyjny oddział dla nieuleczalnie chorych dzieci i młodzieży. Z inicjatywy ks. Krakowiaka, w 2004 roku utworzona została Fundacja Hospicyjna, która prowadzi działalność charytatywną i edukacyjno-szkoleniową na terenie całej Polski.
W styczniu 2004 roku Hospicjum otrzymało nowy statut i przyjęło imię na cześć jego założyciela: Hospicjum im. ks. E. Dutkiewicza SAC.

## Świadczenia Hospicjum
W ramach Hospicjum im. ks. E. Dutkiewicza SAC działa oddział stacjonarny mieszczący się przy ul. Kopernika 6 w Gdańsku oraz hospicjum domowe dla dorosłych i dzieci, zapewniające pomoc specjalistyczną w miejscu zamieszkania pacjenta. Opieka w hospicjum jest bezpłatna dla chorego i jego rodziny.
Opieka w hospicjum stacjonarnym skierowana jest do osób w terminalnej fazie choroby, w sytuacji, gdy choroba jest nieuleczalna i wyczerpano możliwości leczenia. Dom hospicyjny dysponuje trzydziestoma łóżkami w salach z oddzielnym węzłem sanitarnym. 
Idea hospicjum domowego zakłada współpracę wielodyscyplinarnego zespołu z rodziną chorego. Ten model pomocy obejmuje wizyty personelu w domu pacjenta oraz zapewnia specjalistyczny sprzęt i materiały medyczne.
Niezależnie od modelu udzielanej opieki, hospicjum oferuje całodobową pomoc – również w niedziele i święta. Hospicjum wykonuje również potrzebne badania laboratoryjne i aparaturowe. Do zespołu pracowników należą lekarze, pielęgniarki, psycholodzy, rehabilitanci, pracownicy socjalni, duchowni oraz wolontariusze. 

## Hospicjum Domowe dla Dzieci im. ks. E. Dutkiewicza SAC
Hospicjum Domowe dla Dzieci im. ks. E. Dutkiewicza SAC zostało uruchomione w 2003 roku i początkowo funkcjonowało jako oddział stacjonarny „Żonkil” w nowo otwartym domu hospicyjnym przy ulicy Kopernika 6 w Gdańsku. Oficjalnemu rozpoczęciu opieki hospicyjnej dla dzieci towarzyszyło spotkanie z ówczesną Pierwszą Damą RP, Jolantą Kwaśniewską.
Obecnie hospicyjna opieka nad dziećmi realizowana jest w formie hospicjum domowego. Podopiecznymi hospicjum są dzieci nieuleczalnie chore, urodzone z dziecięcym porażeniem mózgowym, wadami genetycznymi czy obciążone chorobami rzadkimi.
Interdyscyplinarny zespół Hospicjum Domowego dla Dzieci im. ks. E. Dutkiewicza SAC składa się z lekarzy (w tym lekarza stomatologii), fizjoterapeutów, psychologów oraz wolontariuszy, którzy docierają do domów pacjentów w obrębie 100 km od Gdańska.

### Dodatkowe formy pomocy
W ramach Hospicjum im. ks. E. Dutkiewicza SAC działa Poradnia Medycyny Paliatywnej, która powstała z myślą o chorych w terminalnym stadium choroby nowotworowej. Do poradni mogą zgłaszać się osoby z Gdańska i okolic, które zakończyły leczenie przyczynowe w szpitalu.
Hospicjum obejmuje również opieką rodziny chorych poprzez działające grupy wsparcia dla osób w żałobie. Spotkania prowadzone przez terapeutę i mają na celu pomóc łatwiej znieść śmierć bliskiej osoby. W atmosferze zaufania uczestnicy zajęć wspólnie wspominają osoby zmarłe i dzielą się trudnymi doświadczeniami.
W bolesnych dniach choroby pacjenci mogą również skorzystać z opieki psychologa lub duchownych. Hospicjum im. ks. E. Dutkiewicza SAC służy wszystkim chorym w ostatnim okresie życia, bez względu na ich wyznanie i system wartości.

## Wolontariat

### Wolontariat opiekuńczy
Podstawowym zadaniem gdańskiego hospicjum jest sprawowanie opieki paliatywnej nad chorymi w terminalnym okresie choroby. Profesjonalny zespół medyczny (tj. lekarze i pielęgniarki), silnie wspomagany przez duchownych i wolontariuszy, dąży do poprawy jakości życia pacjentów i ich rodzin w tym trudnym dla nich okresie. Wolontariusze opiekuńczy niosą bezpośrednią pomoc chorym i ich rodzinom zarówno w hospicjum domowym, jak i hospicjum stacjonarnym. Do ich podstawowych obowiązków należy m.in. pomoc przy pielęgnacji pacjenta, pomoc w drobnych pracach porządkowych oraz towarzyszenie choremu i jego bliskim.

### Wolontariat akcyjny
Gdańskie hospicjum, oprócz wolontariatu medycznego, prowadzi też wiele dodatkowych akcji (zarówno lokalnych, jak i ogólnokrajowych) mających na celu pomoc chorym i umierającym; jak również działanie na rzecz szeroko pojętego propagowania idei hospitacyjnej w społeczeństwie.
Jedną z przykładowych akcji jest program WHAT (pełna nazwa to Wolontariat Hospicyjny jako narzędzie Akceptacji i nauka Tolerancji wśród więźniów), którego pionierem w Polsce było hospicjum ojca E. Dutkiewicza. Zgodnie z założeniami programu do wolontariatu mogą zgłaszać się więźniowie i przestępcy skazani za drobne przewinienia. Program działa od 2002 roku; został o nim nakręcony film pod tytułem To overcome prejudice.
Pola Nadziei to kampania o wymiarze międzynarodowym, która została zapoczątkowana przez Fundację Marie Curie Cancer Care w Szkocji. W Polsce akcję zorganizowało po raz pierwszy Hospicjum w Krakowie w 1998 roku. W 2003 roku do akcji dołączyło Hospicjum im. Ks. Eugeniusza Dutkiewicza SAC w Gdańsku. Każdego roku, około 4 października, tysiące ludzi na całym świecie sadzi żonkile (pod szpitalami, urzędami, szkołami etc.) na znak solidarności z osobami cierpiącymi na chorobę nowotworową. Wiosną, po ich zakwitnięciu, rozpoczyna się kampania mająca na celu zebranie funduszy na prowadzenie opieki hospicyjnej. Ubrani w żółte koszulki, wolontariusze kwestują na ulicach, w parkach, przed kościołami i w centrach handlowych na rzecz hospicjów. W podziękowaniu za datek dla hospicjum, darczyńcy otrzymują kwiat żonkila - symbol nadziei. Zbiórce funduszy towarzyszą różne wydarzenia artystyczne (np. koncerty). Oprócz pozyskania środków pieniężnych na potrzeby hospicjów, akcja Pola Nadziei ma na celu promowanie idei opieki hospicyjnej, informowanie społeczeństwa o działalności hospicjum i jego roli, a także uwrażliwianie na potrzeby osób terminalnie chorych.
Akcja Zostań Gdańskim Aniołem odbywała się podczas 749. Jarmarku św. Dominika. Uczestnicy akcji, przebrani za anioły, wzięli udział w paradzie rozpoczynającej jarmark, jak również organizowali dodatkowe atrakcje dla widzów i chorych z gdańskiego hospicjum. Akcja miała na celu uświadomienie ludzi o wadze pomocy innym i zwrócenie ich uwagi na cierpienie drugiego człowieka.